# Картлийское царство
Картлийское царство (Карталинское царство, Картли) — феодальное государство в Восточной Грузии со столицей в Тифлисе, возникшее в конце XV века в результате распада единого Грузинского царства. Первым царём Картли стал последний правитель Грузинского царства Константин II. В силу географического расположения Картлийское царство стало рубежом сфер влияния Ирана (Сефевидов и Афшаридов) и Османской империи, и к 1555 году было завоёвано персидским шахом Тахмаспом I. Следующее столетие было ознаменовано ирано-турецкими конфликтами на территории царства, а также антииранским восстанием Георгия Саакадзе.
Начиная с 1632 правители Картли носили титул «вали», обозначавший наместника иранских шахов. С этого же периода началось возрождение ремесленного производства, сельского хозяйства и торговли в царстве, активно строились новые города и заселялись опустошённые предыдущими конфликтами и завоеваниями земли. Также начиная с XVII века начали укрепляться культурные и политические связи с Россией. В 1724 году царство было включено в состав Османской империи, а затем в 1736 году было возвращено Надиром-шахом под власть Ирана.
В 1744 году царём Картли был назначен Теймураз II, а его сын, Ираклий, унаследовав в 1762 году и Картли, и Кахетию, объединил их в Картли-Кахетинское царство. Просуществовав чуть менее 40 лет Картли-Кахетинское царство было упразднено манифестом русского императора Александра I 12 сентября 1801 года. На землях царства была образована Грузинская губерния, центром которой стал Тифлис.

## Картлийские цари
- Константин II (1490—1505) — последний царь объединённого Грузинского царства, в период его правления (1478—1490) царство окончательно распалось, дав начало самостоятельным Картлийскому, Имеретинскому и Катехинскому царствам, а также княжеству Самцхе-Саатабаго.
- Давид X (1505—1525) — сын предыдущего. В 1525 году принял постриг и передал власть своему брату Георгию.
- Георгий IX (1525—1527) — брат предыдущего.
- Луарсаб I (1527—1556) — Сын Давида X.
- Симон I Великий (1556—1569, 1578—1599) — сын предыдущего. Правил дважды — был свергнут братом, но затем вернул себе власть.
- Давид XI (1569—1578) — брат предыдущего. В период правления Симона I бежал в Персию, где принял ислам и вернувшись с войском отобрал престол у брата. В последствии был им же свергнут.
- Георгий X (1599—1606) — сын Симона I.
- Луарсаб II (1606—1615) — сын предыдущего.
- Баграт VII (1615—1619) — сын Давида XI.
- Симон II (1619—1625, формально до 1631) — сын предыдущего.
- Теймураз I (1625—1632) — царь Кахетии, сын кахетинского царя Давида I.
- Ростом (1633—1658) — сын Давида XI.
- Вахтанг V (1658—1675) — приёмный сын предыдущего.
- Георгий XI (1676—1688, 1692—1695, 1703—1709) — сын предыдущего. Три раза становился царём, чередуясь с Ираклием I.
- Ираклий I (1688—1692, 1695—1703) — внук Теймураза I, царём становился дважды.
- Леван (1709) — брат Георгия XI, наместник царства в периоды отсутствия и походов Георгия. Умер вскоре после восшествия на престол.
- Кайхосро (1709—1711) — сын предыдущего.
- Вахтанг VI (1711—1714, 1716—1723) — брат предыдущего, правил дважды. Второе правление окончилось вынужденным бегством в Россию вместе с сыном.
- Иессе (1714—1716, 1724—1727) — брат предыдущего, правил дважды.
- Константин III (1723) — царь Кахетии. Был назначен царём Картли по приказу иранского шаха, однако в том же году был свергнут османами.
- Бакар III (1723—1724) — сын Вахтанга VI. Фактический правитель государства в период отсутствия отца (1716—1719), в дальнейшем соправитель. В 1724 бежал вместе с отцом в Россию.
- Александр II (1735—1736) — царь Кахетии, племянник Константина III. Был назначен на правление (наместником) Надир-шахом, однако вскоре был смещён им же.
- Теймураз II (1744—1762) — царь Кахетии, брат Константина III. В 1762 году его сын и наследник Ираклий объединил оба царства в Картли-Кахетинское царство.